# 이수익
이수익(李秀翼, 1942년 11월 28일 ~ )은 대한민국의 시인이다.

## 이력
경상남도 함안에서 출생하였고, 서울대학교 사범대학 영어교육학과를 나왔다. 1962년 《서울신문》 신춘문예로 등단하였으며 현대문학상, 대한민국 문학상, 정지용 문학상 등을 수상하였다.

## 주요 작품

### 시집
- 《고별》
- 《우울한 샹송》
- 《슬픔의 핵》
- 《그리고 너를 위하여》
- 《아득한 봄》
- 《방울소리》